# Орден Зірки Румунії
Орден Зірки Румунії — вища державна нагорода Румунії.

## Історія
Орден Зірки Румунії фактично є першою нагородою незалежної румунської держави. 1864 року князь Александру Куза, господар Валасько-Молдавського князівства, започаткував орден Зірки за шістьома ступенями: Великий хрест, Хрест I класу, Великий офіцерський хрест, Командорський хрест, Офіцерський і Лицарський хрести. Щоправда, при цьому не було витримано кілька необхідних формальностей.
10 травня 1877 року князь Кароль I Гогенцоллерн-Зігмарінген своїм Високим декретом 1108/1877 виправив це положення й «повторно» започаткував орден уже за п'ятьма ступенями (зник Хрест I класу).
12 лютого 1937 року було відновлено ще один ступінь ордена — Хрест I класу, що був за старшинством між Великим хрестом і Великим офіцерським хрестом.
26 червня 1943 року король Міхай I започаткував до ордена Дубовий лист, що вручався військовослужбовцям, які зазнали в боях трьох (і більше) поранень.
У 1941–1944 роках орден Зірки Румунії неодноразово вручався німецьким офіцерам. Влітку 1944 року орденом були нагороджені кілька суден румунського військово-морського флоту, що відзначились під час евакуації німецько-румунського угрупування з Криму.
Після зречення Міхая I престолу 1947 року орден було ліквідовано.Замість нього було засновано однойменний орден,який проіснував до падіння комуністичного режиму в Румунії.
В 1998 році орден Зірки Румунії було відроджено як вищу нагороду країни.

## Статут
Відповідно до статуту існували суворі критерії, за якими орденом Зірки Румунії могли нагороджуватись військовослужбовці й цивільні особи за службу інтересам державі у мирний час та самовіддане виконання обов'язку, та героїзм під час війни. Всі пропозиції з нагородження спрямовувались до канцелярії ордена, яка визначала на кожен рік можливу кількість нагороджень орденом того чи іншого ступеня. Ці обмеження не стосувались питань нагородження іноземців, які перебували в компетенції короля.
Орден очолював магістр (король). Йому підпорядковувались канцлер, міністр закордонних справ і почесний консул.
Всі рішення відносно змін у статуті ордена, правил носіння ухвалювались канцелярією, де також зберігався реєстр і сертифікати всіх нагороджених.

## Знаки та ступені ордена

### Ступені
Орден мав п'ять ступенів (до 1937 року):
- Кавалер Великого хреста
- Кавалер Великого офіцерського хреста
- Командорський хрест
- Офіцерський хрест
- Лицарський хрест

та шість ступенів (після 1937 року):
- Кавалер Великого хреста
- Кавалер Хреста I класу
- Кавалер Великого офіцерського хреста
- Командорський хрест
- Офіцерський хрест
- Лицарський хрест

### Знак ордена
Знак ордена є візантійським хрестом темно-блакитної емалі з золотою (або з позолоченого срібла) окантовкою, розташований на тлі сонячних променів різної довжини та згори увінчаний короною. На аверсі центральний медальйон оточений зеленим емалевим вінцем з дубового листя. В центрі на червоній емалі зображено золотого орла. На реверсі зображено монограму Кароля I. Вінчає знак королівська корона.
Під час нагородження військовослужбовця за бойові заслуги вручався знак з мечами (перехрещені мечі між променями хреста чи між короною та верхнім променем хреста).
1932 року дизайн ордена кардинально змінився. Замість сонячних променів з'явились золоті орли з розкритими крилами в «римському» стилі. На медальйоні з лицьового боку орел поступився своїм місцем королівському вензелю Кароля I.
Знаки Великого хреста й Великого офіцерського хреста носились з нагрудною восьмипроменевою зіркою. Знак Хреста I класу носився з нагрудною чотирипроменевою зіркою.
Нині в центральному медальйоні зображено золотий щит державного герба Румунії. Корону замінено на вінець з дубового й лаврового листя, вкритого зеленою емаллю.

#### Великий хрест
Знак ордена носився на плечовій стрічці.
До сучасного ордена ступеня Великого хреста належить орденський ланцюг, що складається з шести ланок, які повторюють знак ордена, і шести ланок у вигляді державного герба Румунії.

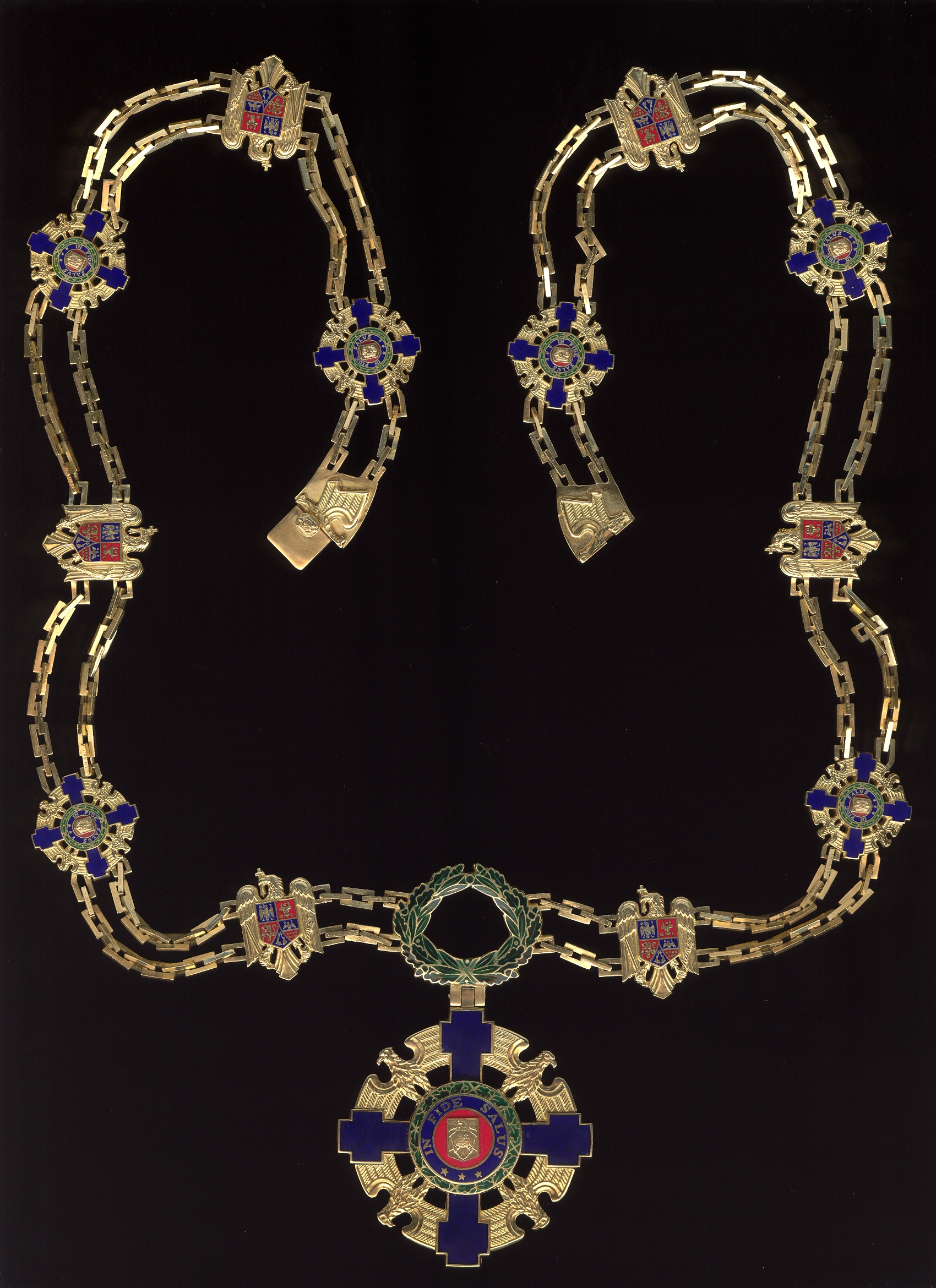
Знак ордена Великого хреста на ланцюгу (1998)
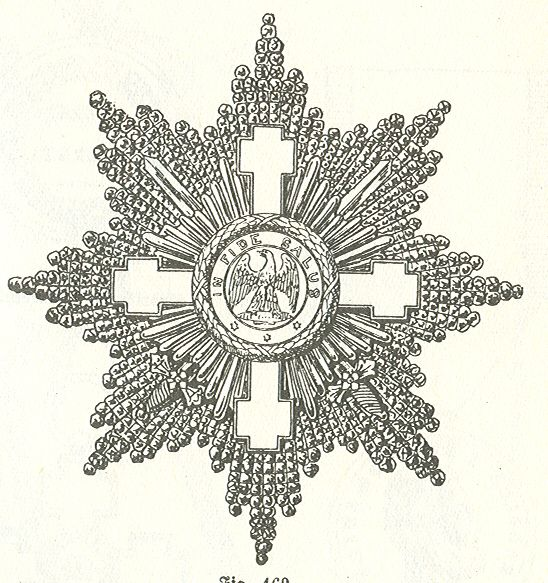
Зірка Великого хреста зразку до 1937 року

#### Хрест I класу
Знак ордена носився на плечовій стрічці.

#### Великий офіцерський хрест
Знак ордена носився на шийній стрічці.

#### Командорський хрест
Знак ордена носився на шийній стрічці.

#### Офіцерський хрест
Знак ордена носився на грудній колодці з розеткою з правого боку грудей.

#### Лицарський хрест
Знак ордена носився на грудній колодці з правого боку грудей.

#### Дубовій лист
Емблема, виготовлена з оксидованого металу розміром 28×10 мм. Кріпилась до стрічки ордена.

### Стрічка ордена
Первинно муарова стрічка ордена була червоного кольору з двома блакитними смугами по краях.
З 1916 до 1937 року існував варіант орденської стрічки «За хоробрість». 1932 року стрічку було змінено на червону зі срібними кантами по краях. 1938 року стрічка ордена зазнала чергових змін — вона зберегла свій колір і малюнок, проте по краях додались золоті виткані канти (3 мм).